# Джекмен (Мен)
Джекмен (англ. Jackman) — місто (англ. town) в США, в окрузі Сомерсет штату Мен. Населення — 782 особи (2020).

## Демографія
Згідно з переписом 2010 року, у місті мешкали 862 особи в 383 домогосподарствах у складі 228 родин. Було 726 помешкань
Расовий склад населення:
| - 96,4 % — білих - 1,0 % — корінних американців - 0,6 % — азіатів - 0,1 % — чорних або афроамериканців |

До двох чи більше рас належало 1,7 %. Частка іспаномовних становила 1,7 % від усіх жителів.
За віковим діапазоном населення розподілялося таким чином: 19,5 % — особи молодші 18 років, 63,0 % — особи у віці 18—64 років, 17,5 % — особи у віці 65 років та старші. Медіана віку мешканця становила 44,8 року. На 100 осіб жіночої статі у місті припадало 97,3 чоловіків;  на 100 жінок у віці від 18 років та старших — 99,4 чоловіків також старших 18 років.
Середній дохід на одне домашнє господарство  становив 51 196 доларів США (медіана — 38 194), а середній дохід на одну сім'ю — 71 022 долари (медіана — 73 750). Медіана доходів становила 50 357 доларів для чоловіків та 34 167 доларів для жінок. За межею бідності перебувало 16,1 % осіб, у тому числі 28,1 % дітей у віці до 18 років та 15,5 % осіб у віці 65 років та старших.
Цивільне працевлаштоване населення становило 324 особи. Основні галузі зайнятості: освіта, охорона здоров'я та соціальна допомога — 23,8 %, виробництво — 17,3 %, роздрібна торгівля — 16,4 %.